# Nova Santa Rita (Piauí)
Nova Santa Rita est une municipalité brésilienne située dans l'État du Piauí.